# Racing Athletic Club de Olavarría
El Racing Athletic Club, també conegut com a Racing de Olavarría, és un club de futbol argentí de la ciutat d'Olavarría.
També té seccions de tennis, basquetbol, softbol, entre d'altres.

## Palmarès
- Lliga de fútbol d'Olavarría (21): 
  - 1927, 1930, 1931, 1939, 1941, 1952, 1956, 1963, 1968, 1971, 1973, 1976, Final 1976; 1992, 1993, 1994, 2000, 2003, 2009, 2012, 2016.[5]

- Torneo Argentino B (1): 
  - 2010-11

## Referències

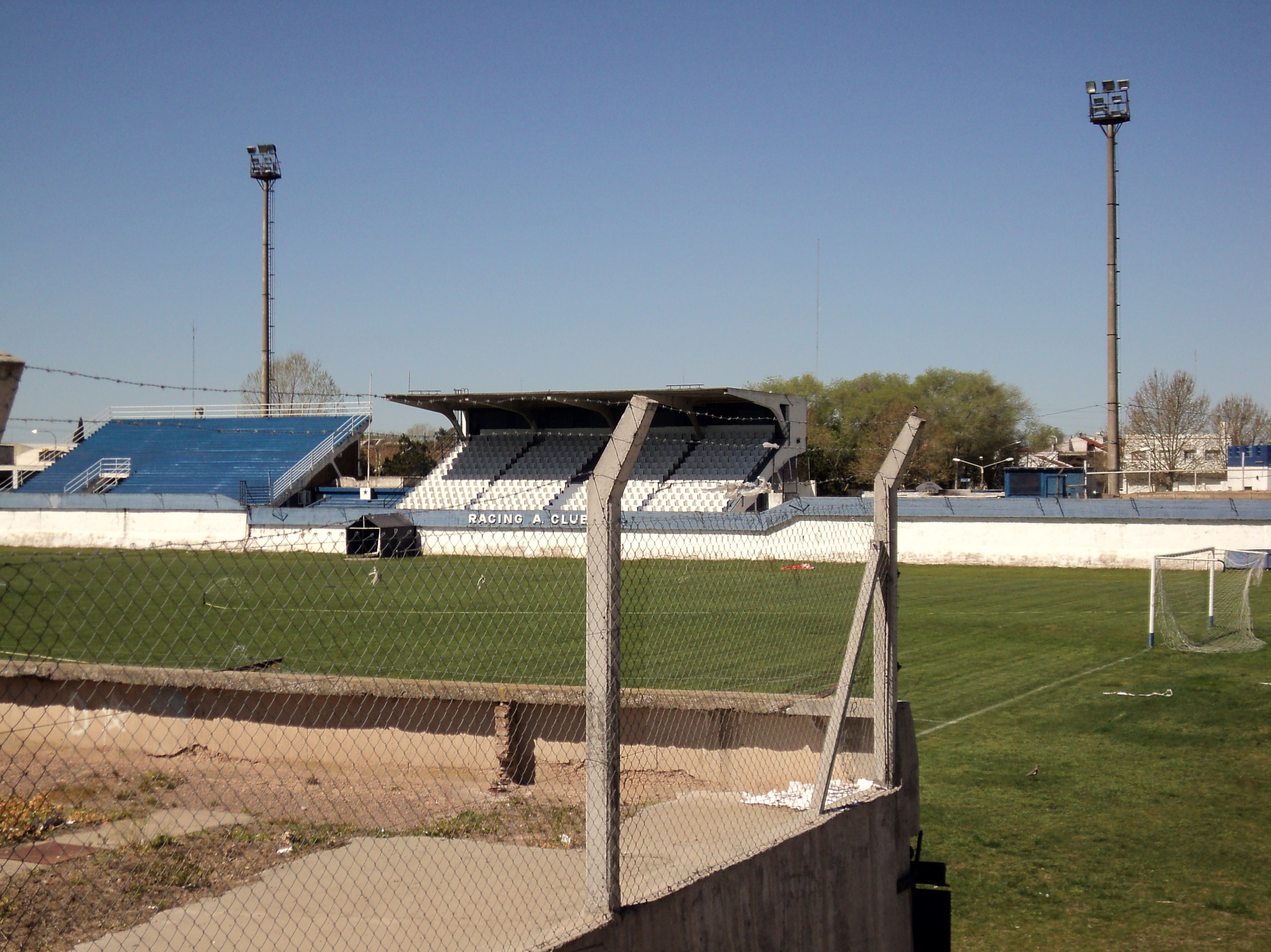
Estadi de futbol del Racing de Olavarría.